# William Prout

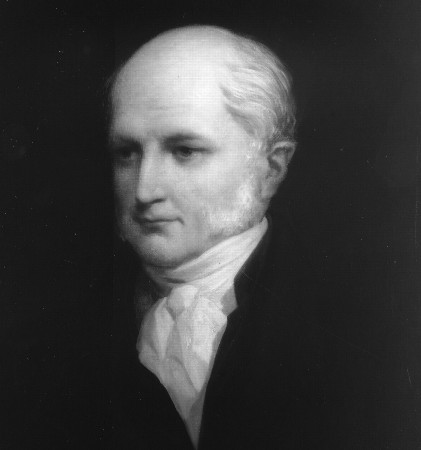
William Prout

William Prout (Horton,15 januari 1785 – Londen, 9 april 1850) was een Engels scheikundige, arts en natuurlijk theoloog.

## Biografie
Prout werd in 1785 geboren in Horton in Gloucestershire. Hij ontving privéonderwijs van een geestelijke, bezocht de 'Redland Academy' in Bristol en studeerde aan de Universiteit van Edinburgh. Na zijn afstuderen in 1811 werd hij arts in Londen, maar hij hield zich ook bezig met scheikundig onderzoek. Hij was actief op het gebied van de biochemie en verrichtte veel onderzoek naar uitscheidingen van levende organismen, in de overtuiging dat deze werden veroorzaakt door afbraak van weefsels. In 1823 ontdekte hij met behulp van distillatie dat maagsappen zoutzuur bevatten. In 1827 stelde Prout voor de samenstelling van voedsel te duiden in termen van suikers, zetmeel, vettige stoffen en eiwitten. Dit zou later navolging vinden met de begrippen koolhydraten, vetten en proteïnen.
Prout staat echter voornamelijk bekend vanwege zijn inspanningen in de fysische chemie. Op basis van de tabellen van atoomgewicht van die tijd, stelde hij in 1815 dat het atoomgewicht van elk element een veelvoud is van dat van waterstof, daarmee suggererend dat het waterstofatoom het enige fundamentele deeltje is. Hoewel dit door later onderzoek werd weerlegd, was het een dermate fundamenteel inzicht in de samenstelling van materie, dat Ernest Rutherford in 1920 zijn nieuw ontdekte deeltje proton noemde, onder meer als verbuiging van protyle, de term die Prout voor het basisdeeltje had bedacht.
Voorts werkte hij aan verbeteringen van barometer, die door de Royal Society tot nationale standaard werd verheven. In 1819 werd hij tot deze prestigieuze Britse academie van wetenschappen toegelaten. In 1827 werd hem de Copley Medal verleend, een wetenschapsprijs van dat genootschap, voor werk op het gebied van de samenstelling van voedingsstoffen. Prout deelde de prijs dat jaar met Henry Foster.
In 1814 trouwde Prout met Agnes Adem, dochter van een Schots leraar en expert op het gebied van de Romeinse oudheid. Zij kregen zes kinderen. Prout overleed in 1850 en werd bijgezet op de begraafplaats van Kensal Green.